# リンホフ
リンホフ・プレツィジオンス・ジュステムテヒニーク (Linhof Präzisions-Systemtechnik GmbH)、通称リンホフは、ドイツのカメラメーカーである。世界で初めて組み立て式フィールド用大判カメラを製造したパイオニアであり、スタジオ用大判カメラを製造しているジナーと並ぶ世界最高峰の大判カメラメーカー。4×5 in判用H99×W96 mmレンズボード規格は「リンホフボード」として事実上の世界共通規格となっている。メーカーのモットーは「1本のクサリの中では、もっとも弱いひとりの輪が、クサリ全体の強さを示す」。
創業当初は金属製リーフシャッターを製造しており、その部門は後にフリードリヒ・デッケルの一部になった。

## 歴史
- 1887年10月 - 創業者ファレンティン・リンホフ（Valentin Linhof, 1854年-1929年）によりドイツのミュンヘンにて操業開始。
- 1889年 - 金属製カメラを発表、一般的な真鍮でなくアルミニウム合金で製作されていた。
- 1933年 - エンジニアのニコラウス・カルプフ (Nikolaus Karpf) が会社に参加する。
- 1934年 - テヒニカを試作する。

## カメラ製品

### シートフィルム使用カメラ

#### テヒニカ

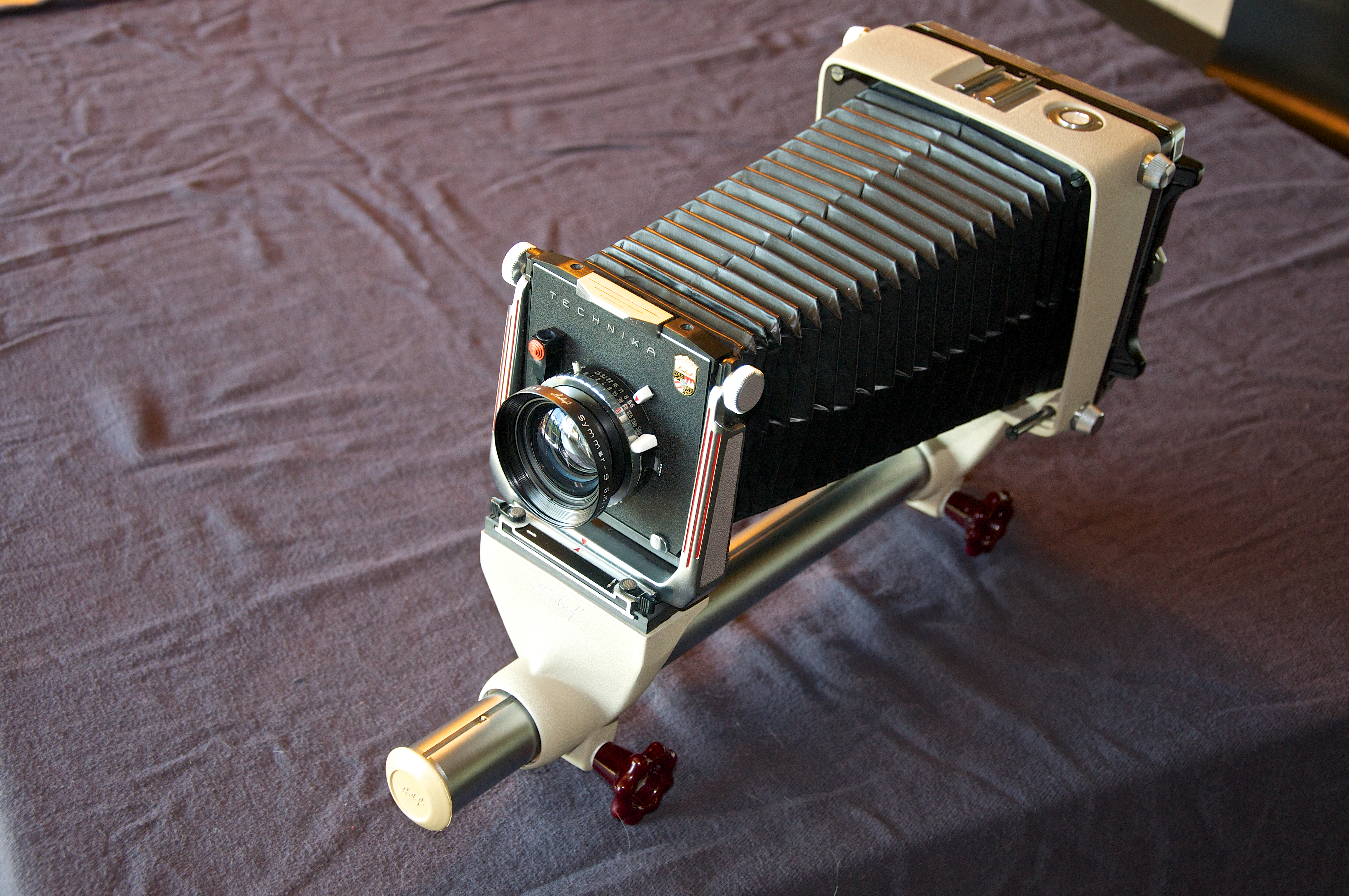
Linhof Technika D.B.P. 4×5 monorail bellows camera

テヒニカ (Technika) シリーズはリンホフの代名詞ともなっているフィールドカメラ。4×5 in判が主だが一時5×7 in判も販売されたことがある。4×5 in判モデルはコンパクトにまとめられる中に許される限りのアオリ機能とバラエティーに富んだ機構を数多く持ち、スーパーテヒニカ45IV発売以降プロカメラマンの標準機材の一つとなり、篠山紀信、白川義員、白簱史朗など愛用者のプロカメラマンが多数いる。
以前はスーパーテヒニカ/テヒニカシリーズ名で距離計を装備したモデルが「スーパー」。現行は4×5 in判のマスターテヒニカシリーズのみ。
距離計連動のためのカムはレンズ個別に調整が必要。カムが付いた状態でのベッドダウンは蛇腹に当たることがある。カムを外して再装着する場合、ドイツに送って再調整するのが正式とされていた。
- テヒニカ45I（1936年発売） - 4×5 in判。距離計を装備しない。レンズボードはいわゆる「リンホフボード」でないものを使用する。
- テヒニカ45II - 4×5 in判。距離計を装備しない。レンズボードはいわゆる「リンホフボード」でないものを使用する。
- スーパーテヒニカ45III/テヒニカ45III（1946年発売） - 4×5 in判。スーパーテヒニカ45IIIは距離計連動。レンズボードは通称「III型ボード」を使用する。いくつかのバージョン違いがある。1950年にはアメリカに輸出されるようになった。
- スーパーテヒニカ45IV/テヒニカ45IV（1956年発売） - 4×5 in判。スーパーテヒニカ45IVは距離計連動。レンズボードはいわゆる「リンホフボード」を使用するようになり、これ以後ほとんど本質的変更はない。
- スーパーテヒニカ45V/テヒニカ45V（1963年発売） - 4×5 in判。スーパーテヒニカVは距離計連動。
- スーパーテヒニカ57V/テヒニカ57V - 5×7 in判。スーパーテヒニカVは距離計連動。
- マスターテヒニカ45（1972年発売）  - 4×5 in判。広角レンズのライズのためボディー上部の一部がめくれ上がるようスーパーテヒニカ45Vが改良されたモデル。また革がブラックになった。距離計連動のモデルと距離計を装備しないモデルがある。
- マスターテヒニカ45クラシック - 4×5 in判。距離計連動。
- マスターテヒニカ2000（1995年3月発売） - 4×5 in判。従来の純粋な光学距離計を装備しない。ボディー内にフォーカシングトラックを備え、電子測距システムEMS (Electronic Measuring System) ユニットを装着すると90 - 300 mmのレンズでフォーカスエイドや最大60 mの測距が可能となる。EMSユニットの電源は単3アルカリ電池×2本。アオリ機能を使用した場合EMSユニットは機能しない。フロントライズ55 mm, シフト左右各40 mm, ティルトアップダウン各30°、スイング左右各15°。バックティルトアップダウン各20°、スイング左右各20°。ベッドダウン15°または30°。
- マスターテヒニカ3000（2006年発売） - 4×5 in判。従来の純粋な光学距離計を装備しない。広角レンズ使用時の利便性を向上。
- マスターテヒニカジュビリー（2007年発売） - 4×5 in判。リンホフ設立120周年の記念モデル。ベースはマスターテヒニカ3000。

### エアロテヒニカ
- エアロテヒニカ（Aero Technika, 1972年発売） - 航空撮影用。4×5 in判。ダブルグリップを装備する。手袋をしたまま撮影が可能なように操作部分が大型になっている。保護カバーつき。ディスカバリーから地球の写真を撮影するのに使用された。

### テクニカルダン
テクニカルダン (Technikardan) シリーズはテヒニカシリーズとカルダンシリーズの中間的な位置づけの小型軽量ビューカメラ。テヒニカルダンと表記されている場合もある。L字型片持ちセンターティルト・スイング機能を持つ。いわゆる「リンホフ規格」のボードを使用する。
- テクニカルダン45（1984年発売） - 4×5 in判。
- テクニカルダン45S（1993年4月発売） - 4×5 in判。フロントライズ50 mm, フォール20 mm, シフト左右各75 mm, ティルト320°、スイング360°。バックライズ50 mm, シフト左右各100 mm, ティルト320°、スイング360°。

### カルダン
カルダン (Kardan) シリーズはスタジオ用ビューカメラ。レンズボードは「カルダンボード」と言われる162×162 mmの大型ボードを使用する。
- カルダンB - センターティルト機構に加えてベースティルト機構も装備した上級機種。「B」はBoth（2つの主要なプロ用フィルムサイズに対応していること、スイングとティルトの両方が使えること）を意味する[1]。「カルダンBi」「カルダンB1」などと誤記されている場合もある。4×5 in判、5×7 in判、8×10 in判がある。
- カルダンマスターTL - 完全な画軸支点スイング/ティルトを実現した初めてのカメラ。4×5 in判、5×7 in判、8×10 in判がある。
- カルダンGTI45 - ヨーフリーベースティルトをリンホフとして初めて採用した。4×5 in判。5×7 in判、8×10 in判に変更も可能。フロントライズ57 mm, フォール11 mm, シフト左右各70 mm, センターティルトアップ38°ダウン28°、ヨーフリーティルトアップダウン各40°。スイング360°。バックライズ57 mm, フォール11 mm, シフト左右各70 mm, センターティルトアップ38°ダウン28°、ヨーフリーティルトアップダウン各40°。スイング360°。
- カルダンマスターGTL45（1986年発売） - カルダンマスターTL45の後継機。4×5 in判。5×7 in判、8×10 in判に変更も可能。
- カルダンマスターGT45（1986年発売） - カルダンマスターGTL45の機能省略版。4×5 in判。5×7 in判、8×10 in判に変更も可能。
- カルダンマスターGTL45AMS（1992年3月発売） - カルダンマスターGTLの後継機。4×5 in判。5×7 in判、8×10 in判に変更も可能。
- カルダンST-E - 4×5 in判。
- カルダンスーパーカラー45 - 4×5 in判。
- カルダンスーパーカラースタンダード - 4×5 in判。5×7 in判にもできる。カルダンスーパーカラーの蛇腹を万能型に変更し固定したタイプ。
- カルダンスタンダード - 4×5 in判、5×7 in判、8×10 in判がある。角型レールを使用する。ティルトは光軸支点式。
- カルダンE45（1993年3月発売） - 小型軽量。4×5 in判。
- カルダンTE45 - カルダンマスターTL45とカルダンスーパーカラー45の特長を併せ持つ。基本的に4×5 in判だがパーツ交換にて5×7 in判への変更も可能。
- カルダンカラー - 4×5 in判、5×7 in判、8×10 in判がある。
- ニュー・カルダンカラー45 - 4×5 in判。
- カルダンカラー45S - 4×5 in判。

### 120フィルム使用カメラ

#### リンホフプレス
リンホフプレス (Linhof Press) シリーズは6×9 cm判テヒニカのピント合わせ機構をヘリコイド式にした交換レンズ型プレスカメラ。
- リンホフプレス23 - 6×9 cm判。ファインダーは距離計と一体式で視野は100 mm. 180 mmを使用する場合はマスクを掛ける。マミヤプレスがほぼリンホフプレスのコピー機であり、特に白いグリップについてリンホフからクレームがありマミヤプレスのグリップは早々に黒に変更されている。
- プレス70 - 6×7 cm判。ファインダー部が大型で距離計と水準器が組み込まれている。ボディーに露出計内蔵。後部のアオリ機構が省略され、軽量化されている。レンズ、バックは専用品しか使用できない。ファインダーはブライトフレームで53 mm, 80 mm, 180 mm. カメラ横の大きなレバー一作動でフィルム送り、シャッターセットが行われる。

#### リンホフカラー
- リンホフカラー69 - 6×9 cm判。

#### テヒニカ
テヒニカ (Technika) シリーズはリンホフの代名詞ともなっているフィールドカメラ。6×9 cm判。4×5 in判のモデルが「マスターテヒニカ」の名称になってからも6×9 cm判のモデルは「スーパーテヒニカ」と称した。いわゆる「リンホフボード」でない、一回り小さいボードを使用する。
- テヒニカ69（1936年発売）
- スーパーテヒニカ23（1946年発売） - 6×9 cm判。距離計連動。フィルムホルダーはテヒニカ70と共通。
- スーパーテヒニカV69/エキスパート70 - スーパーテヒニカV69は距離計連動、エキスパート70は距離計を除いたモデル。
- テヒニカ70 - 水準器とパララックス自動補正機構が組み込まれたブライトフレームファインダーを備え、ボディーに露出計内蔵。

#### テクニカルダン
テクニカルダン (Technikardan) シリーズはテヒニカシリーズとカルダンシリーズの中間的な位置づけの小型軽量ビューカメラ。テヒニカルダンと表記されている場合もある。L字型片持ちセンターティルト・スイング機能を持つ。6×9 cm判のモデルでも4×5 in判と同一のいわゆる「リンホフ規格」のボードを使用する。
- テクニカルダン23（1984年発売） - 6×9 cm判。凹みボードと袋蛇腹で広角側は47 mmまで対応。
- テクニカルダン23S - 6×9 cm判。

#### テクノラマ
テクノラマ (Technorama) シリーズは6×12 cm判または6×17 cm判の中判パノラマカメラ。
- テクノラマ617（1976年発売） - 6×17 cm判、120フィルム使用時4枚撮り、220フィルム使用時8枚撮り。レンズはシュナイダー・クロイツナッハ製スーパーアンギュロン90 mm F5.6固定。ピント調整は目測、ヘリコイド。
- テクノラマ612（1983年発売） - 6×12 cm判。
- テクノラマ612PC（1988年発売） - 6×12 cm判。
- テクノラマ612PCII - 6×12 cm判、120フィルム使用時6枚撮り、220フィルム使用時12枚撮り。シュナイダー・クロイツナッハ製スーパーアンギュロンXL58 mm F5.6、アポジンマー135 mm F5.6を交換可能。
- テクノラマ617SIII（1996年発売） - 6×17 cm判。72 mm, 90 mm, 180 mmを交換可能。

#### リンホフ220
リンホフ220 (Linhof220) シリーズは6×7 cm判。220フィルムも使用できる。
- リンホフ220 - 下にピストルグリップがついており、左右に90度以上旋回する。等倍ブライトフレームファインダーには連動距離計とセレン式露出計も組み込まれ、パララックスを自動補正する。ワインディングレバーにてフィルム巻き上げを行う。レンズはテヒニカー (Technikar) 95 mm F3.5でローデンストック製イザレックスのリンホフ銘OEM製品。
- リンホフ220RS - 左手操作用に横にグリップがついているモデル。
- リンホフ220PL - スポーツファインダー付き。

### エアロプレス
- エアロプレス (Aero Press) - 航空撮影用。グリップでフィルム巻き上げとシャッターセットを行え、3秒1コマでの連続撮影可能。

### エアロトロニカ
- エアロトロニカ（Aerotronica , 1983年発売） - 航空撮影用。

#### その他
- M679（1996年発売） - 新型マルチフォーマットカメラ。アダプターを介しハッセルブラッドのVシステム用など各種フィルムマガジンを使用でき、デジタル撮影にも対応する。

### その他のフィルムを使用するカメラ

#### メトリカ
- メトリカ (Metrika) - 専用カセットに入った5 inロールフィルムを使用し4×5 in判を撮影する航空写真用カメラ。日中装填、連続撮影が可能。露光中バキュームでフィルムを圧板に吸着し平面性を確保する。レンズは購入時にシュナイダー・クロイツナッハ製スーパーアンギュロン90 mm F5.6またはアポジンマー150 mm F5.6から選択、固定式。電源は24-28 Vで航空機の機体電源使用可能。

## 三脚関連製品

### 三脚
カメラは中大型カメラしか生産していないが、三脚は小型カメラ用の製品も生産している。Profi IIIを除き、レバーロック式。石突はゴムとスパイクを兼ね備える。レバーロック式の足のうち1本には雲台を取り付けられるポストがあり、カメラを低い位置にセットできる。
2010年5月現在以下のモデルが生産されている。
- プロフィポートII三脚 (Profi-Port II Tripod, 003450) - 縮長43 cm, 伸長146 cm, 3段、1,800 g.
- ライトウェイトプロ三脚 (Lightweight Pro Tripod, 003414) - 縮長65 cm, 伸長190 cm, 3段、2,400 g.
- ライトウェイトプロ三脚P (Lightweight Pro Tripod P, 003469) - 縮長65 cm, 伸長168 cm, 3段。センターポストクランプを緩めた場合の急降下を防ぐ圧搾空気弁機構を備えている。
- ツインシャンクプロ三脚エキスパート (Twin Shank Pro Tripod Expert) - 縮長81 cm, 伸長186 cm, 2段、3,000 g, 耐加重12 kg.
- ツインシャンクプロ三脚P (Twin Shank Pro Tripod P) - 縮長81 cm, 伸長186 cm. センターポストクランプを緩めた場合の急降下を防ぐ圧搾空気弁機構を備えている。
- プロフィIII (Profi III) - 縮長72 cm（開脚時25 cm）、伸長187 cm, 3段、6,800 g, 耐加重20 kg以上。
- ヘビーデューティープロ三脚 (Heavy Duty Pro Tripod) - 縮長91 cm, 伸長155 cm, 2段、7,300 g（センターポスト別）、耐加重20 kg以上。

### 雲台
小型から大型のボールヘッドも生産しており、ロックノブの操作に対する位置安定性がある。Profi(プロフェッショナル)を冠するボールヘッドはロックノブ内側のダイアルでフリクションを微調整できる。
そのほか、大型カメラだけでなく小型カメラにも利用できる、大型雲台、レベリングヘッド、レベリングパンティルトヘッド、3ウェイレベリングヘッドなどユニークな製品が用意されている。

### クイックフィックス
雲台に本体、カメラにプレートを装着し、カメラと雲台を簡単に脱着できるようにするアクセサリー。小型のI型と大型のII型があり、その間に互換性はない。
- クイックフィックスI (Quickfix I, 003874) - プレートのみは003875.
- クイックフィックスII (Quickfix II, 003876)  - プレートのみは003877.